# Irske pokrajine
Irska je tradicionalno podijeljena u četiri provincije (pokrajine). Iako irski naziv za ovu teritorijalnu podjelu, cúige (doslovno: "peti dio, petina"), indicira da je nekad bilo pet pokrajina. Pokrajina Midhe (sada teritorijalno uključena u Laighin), bila je peta.

## Statistika
| Provincija | Stanovništvo (2006.) | Područje (km²) | Broj okruga | Glavni grad                |
| ---------- | -------------------- | -------------- | ----------- | -------------------------- |
| Laighin    | 2,292.939            | 19.774         | 12          | Baile Átha Cliath (Dublin) |
| Mumhain    | 1,172.170            | 24.608         | 6           | Corcaigh                   |
| Connachta  | 503.083              | 17.713         | 5           | Gaillimh                   |
| Ulaidh     | 1,993.918            | 24.481         | 9           | Béal Feirste (Belfast)     |

## Prošlost
Provincije Irske svoje podrijetlo duguju starim irskim dinastijama iz doba Normana. Dinastija Uí Néill/O' Neill (Ulaidh), Uí Máeilsheáchlainn/O' Melaghlin (Midhe), Uí Briain/(O' Brien) (Mumhain), Uí Conchobhair/O' Conor (Connachta) i Mac Murchadha-Caomhánach/MacMurrough-Kavanagh (Laighin). U poslijenormanskom razdoblju, provincije Laighin i Midhe su se službeno ujedinili, tvoreći današnju provinciju Laighin. Izvorni naziv Cúige zamijenila je engleska riječ province, koja korijene vuče iz latinske riječi provincia, teritorijalne jedinice na koje je bilo podijeljeno Rimsko Carstvo.
Provincije Mumhain, Connachta i Laighin se nalaze u cijelosti u Republici Irskoj, dok pokrajina Ulaidh većim dijelom tvori Sjevernu Irsku, sastavni dio Ujedinjenog Kraljevstva.

## Opis
Opis drevnih irskih provincija opisan u starim spisima, preveden sa staroirskog jezika:
| „ | Connachta na zapadu je kraljevstvo učenja, sjedište najvećih i najmudrijih druida i čarobnjaka; Ljudi iz Connachte su poznati zbog njihove rječitosti, njihove ljepote i sposobnosti donijeti pravu odluku. Ulaidh na sjeveru je sjedište hrabrosti i odvažnosti u borbi, bahatosti, razdora, sukoba i hvalisanja; ljudi Ulaidha su najbrži ratnici cijele Irske, kraljice i božice Ulaidha su povezane s bitkom i smrću. Laighin, Istočno kraljevstvo, sjedište plodnosti, gostoprimstva, uvoza stranih sirovina kao svila ili vino; ljudi iz Laighina su plemeniti u govoru i žene Laighina su prelijepe. Mumhain na jugu je kraljevstvo glazbe i umjetnosti, svirača harfi i vještih konjanika. Poštenje ljudi Mumhaina je najveće u cijeloj Irskoj. Zadnje kraljevstvo, Midhe, je kraljevstvo kraljevanja, upavljanja i vladanja; u Midheu se nalazi i gorje Tara, tradicionalno sjedište Irskih kraljeva. | ” |
|   | |   |